# Pål Jonson
Pål Jonson (Arvika, 30 de maio de 1972) é um político e politólogo sueco, do Partido Moderado (social-conservador).Desde 18 de outubro de  2022, é Ministro da Defesa no Governo Kristersson.

## Carreira
Foi deputado do Parlamento da Suécia (Riksdagen), no periodo 2016-2022. Foi presidente da Comissão de Defesa Nacional (Försvarsutskottet) do Parlamento da Suécia, em 2020-2022. É Ministro da Defesa no Governo Kristersson desde 18 de outubro de 2022.